# Christophe Fraser
Christophe Fraser é professor de dinâmica de patógenos na Universidade de Oxford e parte do seu Big Data Institute.
Fraser formou-se em física teórica de partículas e passou para biologia matemática após o seu PhD em 1998.
Em abril de 2020, Fraser faz parte da equipa que aconselha o governo britânico sobre um aplicativo para smarthphones para rastrear a pandemia de coronavírus de 2020 no Reino Unido